# Renault Kwid
La Renault Kwid est une automobile du Segment A du constructeur automobile Renault produite en Inde, au Brésil et en Colombie. C'est une petite citadine crossover. Elle est notamment vendue en Asie, en Amérique latine et en Afrique.

## Présentation

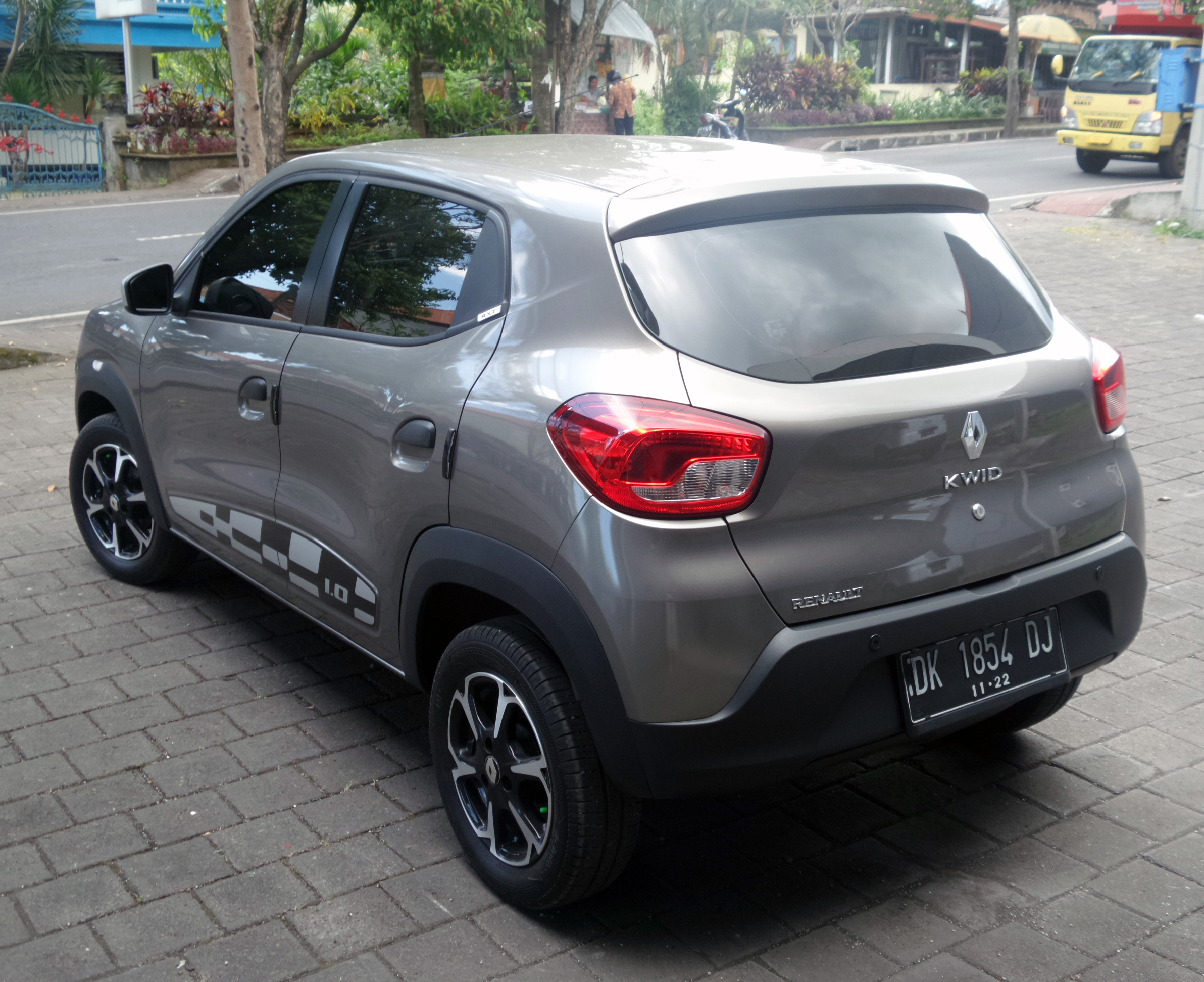
Renault Kwid phase 1.

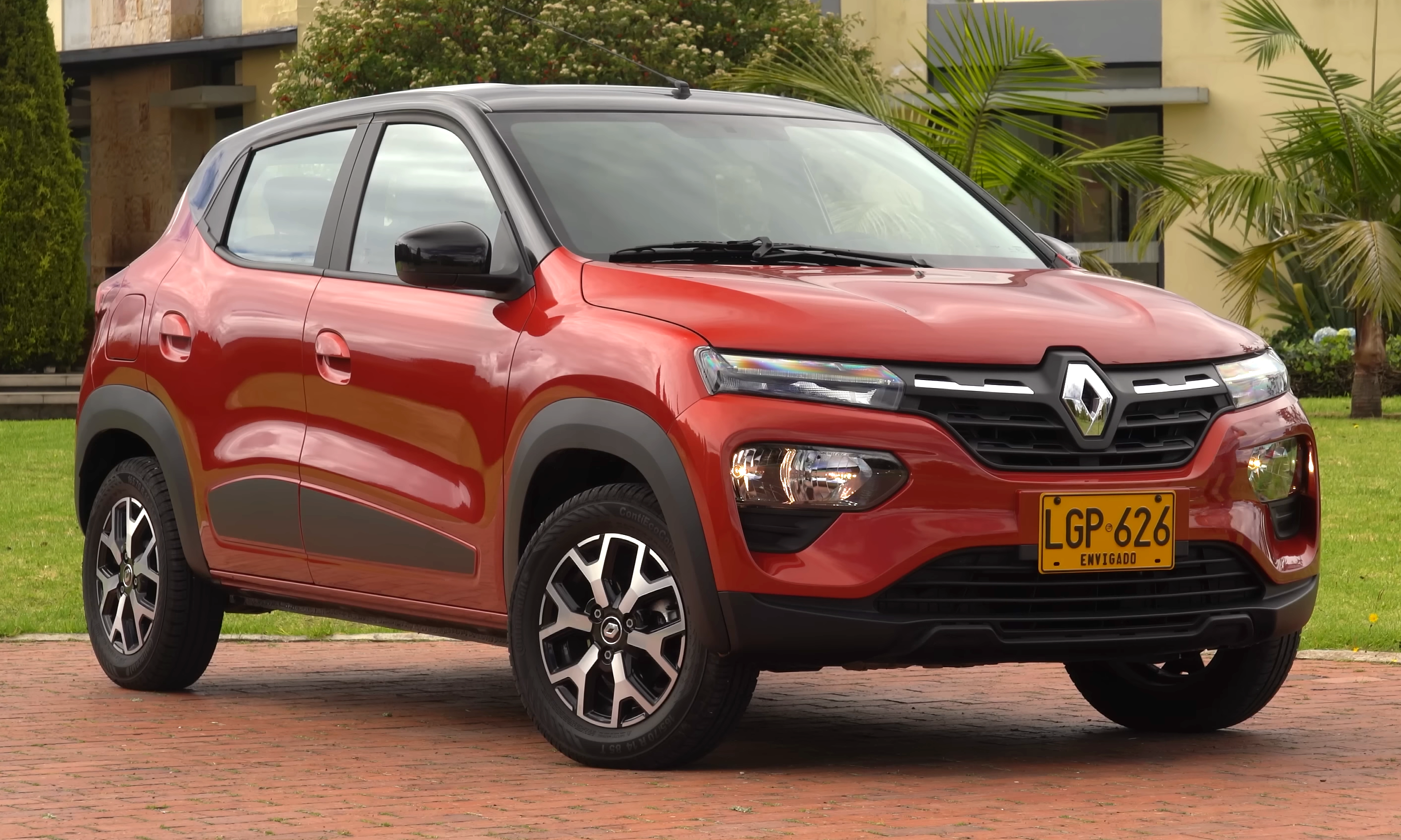
Renault Kwid phase 2.

La Renault Kwid (connue en interne sous le nom de code BBA pour le modèle indien, BBB pour le modèle brésilien), repose sur une nouvelle plateforme technique mondiale CMF-A qui sert également à la Datsun Redi-GO.
En Inde, elle s'ajoute à la gamme Renault Logan et Renault Duster et est d'abord présentée sous forme de concept car Kwid au salon automobile de New Delhi en février 2014, avant d'être commercialisée en série fin 2015.
En 2019, le modèle indien restylé : il adopte un aspect similaire à celle d'une Dacia Spring avec optiques à LED à double étage. La calandre est redessinée tout en arborant un jonc chromé venant la mettre en valeur. L'arrière change moins, les feux arrière sont désormais à LED en forme de C.

### Commercialisation hors d'Inde
La Renault Kwid est exportée d'Inde vers de nombreux marchés tels que le Sri Lanka, l'Indonésie et l'Afrique subsaharienne. 
La Renault Kwid est également produite à l'usine Renault de Curitiba, au Brésil, depuis août 2017,,. Elle est lancée progressivement dans la plupart des pays d'Amérique latine et la Tunisie.
Les caractéristiques, en matière de sécurité et de pollution, de la Renault Kwid rendent son homologation en l'état impossible en Europe. Des rumeurs[réf. nécessaire] apparaissent au sujet d'une Kwid rebadgée Dacia dont le lieu de production serait alors l'usine de Tanger. La voiture comporterait de nouvelles options qui permettraient son homologation sur le marché européen. Cette possibilité est toutefois écartée officiellement par Carlos Ghosn en 2015.
La Kwid est finalement lancée en Europe en 2021 sous la forme de la Dacia Spring, le chainon manquant entre ces deux voitures étant la Renault City K-ZE (une version électrique de la Kwid vendue en Chine)[pas clair].
La Renault Kwid est également commercialisée sur quelques territoires français : la Polynésie française dès 2020 ainsi que la Nouvelle-Calédonie à partir de 2021.
En janvier 2022, la version sud-américaine de la Kwid reçoit à son tour un restylage. La même année est commercialisée dans la plupart des pays d'Amérique latine la Kwid E-Tech, un dérivé électrique fabriqué en Chine aux côtés des Dacia Spring et Renault City K-ZE.
Le 2 avril 2025 la production de la Renault Kwid dans l'Usine Renault de Envigado en Colombie commence pour le marché local et plusieurs pays d'Amérique latine (mais pas pour le Brésil, qui fabrique déjà le véhicule). La Renault Kwid assemblée à Envigado intégre également plusieurs pièces fabriquées avec des biocomposites dérivés du cacao colombien, grâce à une alliance conclue avec l'entreprise nationale des chocolats.

## Caractéristiques techniques
Le design est issu du travail conjoint du Technocentre Renault et du bureau d'études conjoint de Renault-Nissan en Inde ; la Kwid inaugure en outre une nouvelle plate-forme CMF-A de même qu'un nouveau moteur (BR-8, à trois cylindres essence de 800 cm3, double arbre à cames en tête et 4 soupapes par cylindre) et est d'une nouvelle boîte de vitesses à 5 rapports.

### Motorisations
|                            | 0.8 12v               | 1.0                   | 1.0                   |
| -------------------------- | --------------------- | --------------------- | --------------------- |
| Moteur                     | 3 cylindres en ligne  | 3 cylindres en ligne  | 3 cylindres en ligne  |
| Cylindrée                  | 799 cm3               | 999 cm3               | 999 cm3               |
| Puissance maximale         | 54 ch à 5 678 tr/min  | 68 ch à 5 500 tr/min  | 68 ch à 5 500 tr/min  |
| Couple maximal             | 72 N m à 4 386 tr/min | 91 N m à 4 250 tr/min | 91 N m à 4 250 tr/min |
| Boîte de vitesses          | BVM5                  | BVM5                  | Easy-R                |
| Vitesse maximale           | 143 km/h              | 135 km/h              | 135 km/h              |
| 0-100 km/h                 | 16,4 s                | 16 s                  | 16 s                  |
| Consommation (en L/100 km) | 3,97                  | 4,4                   | 4,2                   |
| Émissions de CO2 (en g/km) | 102                   |                       |                       |

### Sécurité
En mai 2016, le Global NCAP publie les résultats des crash tests où trois variantes de la Renault Kwid ont été testées et toutes reçoivent 0 étoile sur 5 pour la protection des adultes (même la variante avec coussins gonflables de sécurité (« Airbags »)).

## Ventes
| Année | Inde    | Afrique du Sud | Brésil | Argentine | Colombie | Mexique | Production totale |
| ----- | ------- | -------------- | ------ | --------- | -------- | ------- | ----------------- |
| 2015  | 17,933  |                |        |           |          |         |                   |
| 2016  | 105,745 |                |        |           |          |         | 111,688           |
| 2017  | 92,440  | 8,027          | 22 576 | 430       |          |         | 124,807           |
| 2018  | 66,815  | 9,695          | 67 320 | 22,578    |          |         | 171,088           |
| 2019  | 53,438  | 11,848         | 85 117 | 12,058    | 8 706    | 7,196   | 183,989           |
| 2020  | 37,927  | 6,017          | 49 476 | 7,657     | 7 695    | 9,709   | 117,898           |
| 2021  | 31,656  | 7,919          | 52 922 | 3,168     | 8 410    | 11,368  | 120,056           |
| 2022  |         | 9,770          | 57 019 | 57        | 8 351    | 13,809  | 123,364           |
| 2023  |         | 6,222          | 63 321 |           | 4 805    | 19 906  |                   |
| 2024  |         |                | 57,285 |           |          | 17 195  |                   |

## Concept cars

### Renault Kwid concept
La Renault Kwid est préfigurée par le concept car Renault Kwid concept présentée au salon de l'automobile de New Delhi 2014.

Renault KWLD concept SAO 2014
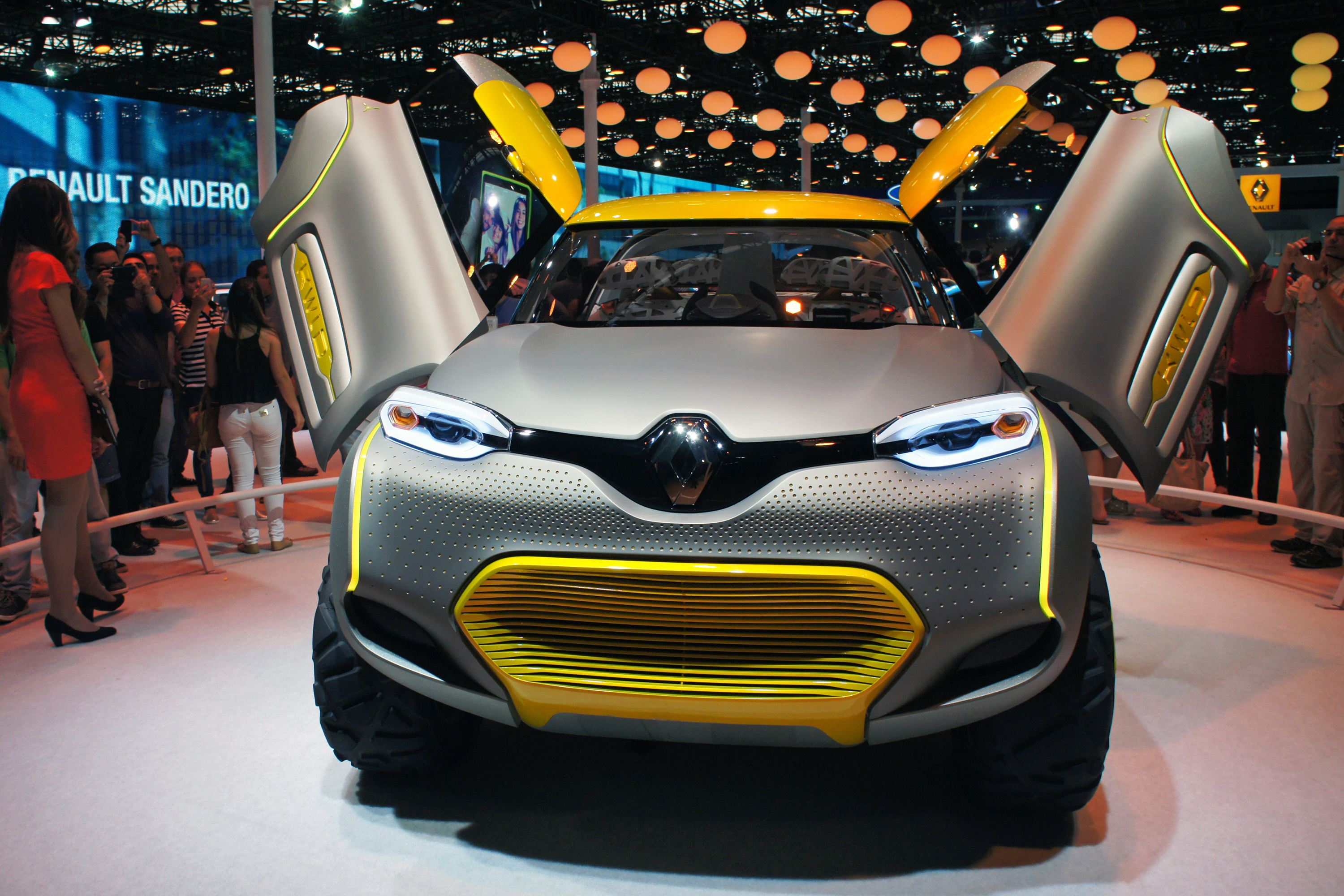
Avant
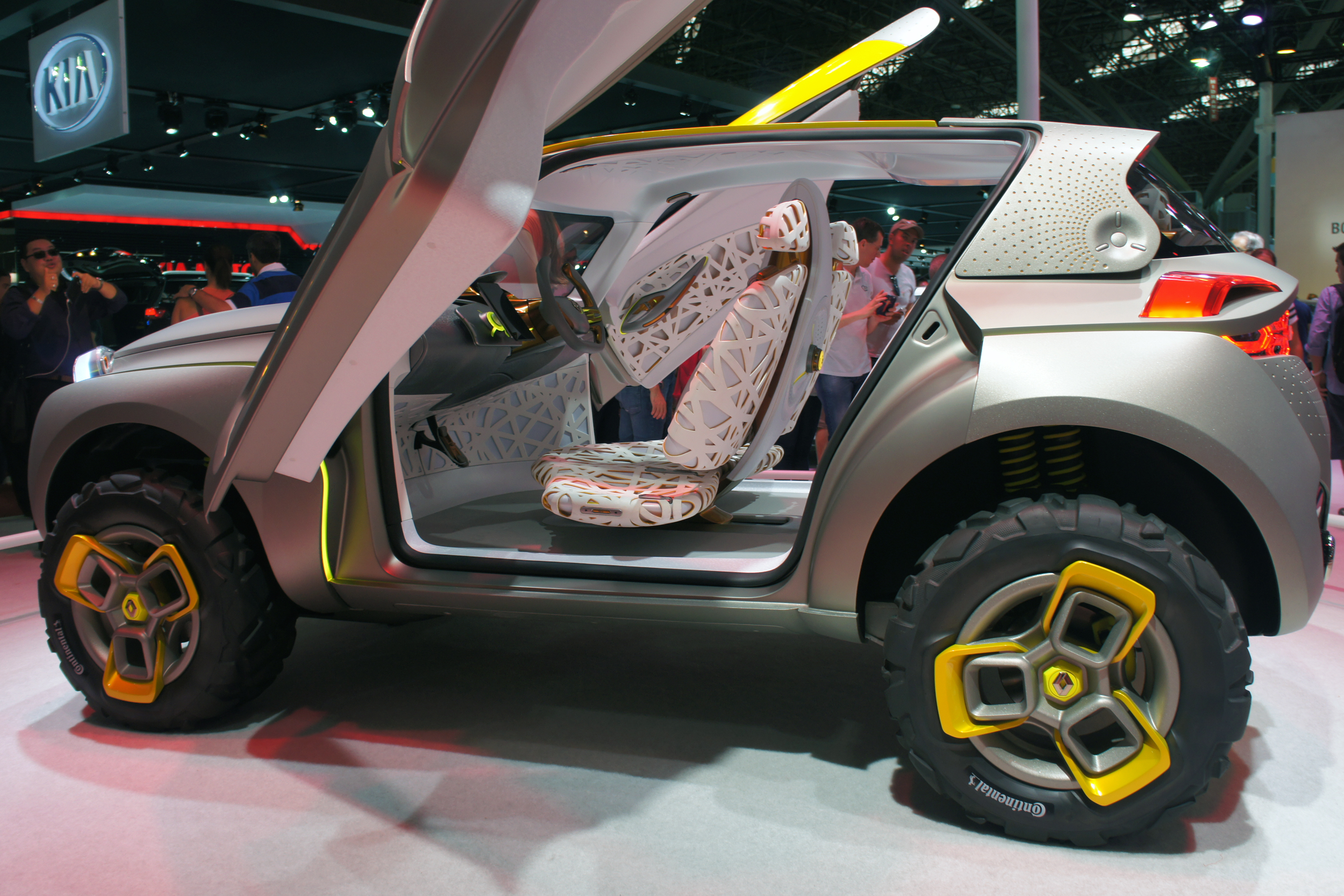
Côté
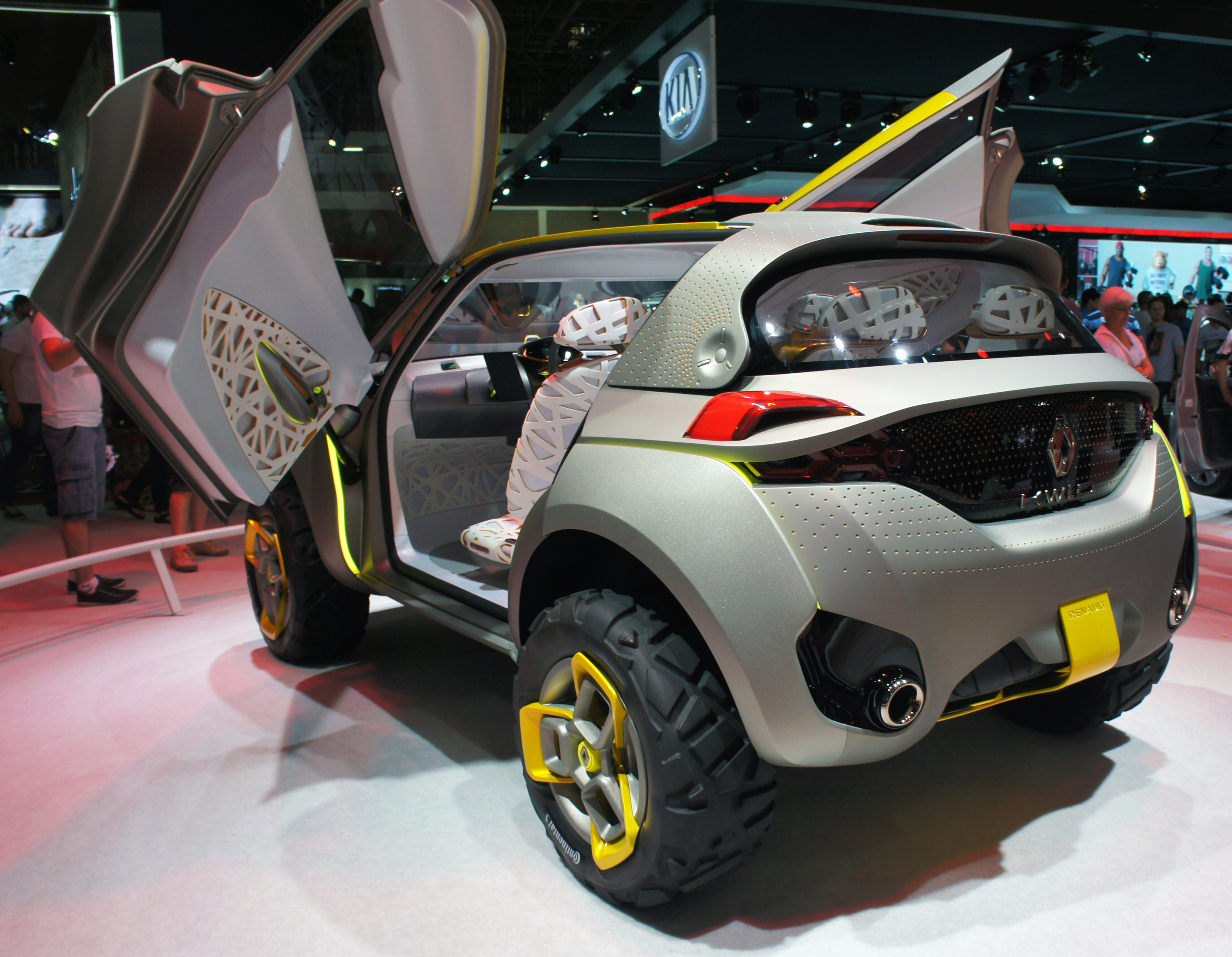
Arrière

### Renault Kwid Racer et Climber
Au salon de New Delhi 2016, Renault présente deux différents shows-cars de sa Kwid : la Racer et la Climber.